# Eberhard von Danckelmann
Eberhard von Danckelmann (Lingen, 23 novembre 1643 – Berlino, 31 marzo 1722) è stato un politico tedesco.

## Biografia
Nominato a vent'anni istitutore del principe ereditario del Brandeburgo, Danckelmann ottenne la simpatia e la fiducia illimitata del futuro successore al trono. Saliti rapidamente i gradini verso l'alta carriera di funzionario, Federico III (il futuro re Federico I di Prussia) gli affidò la guida del consiglio segreto e rafforzò la sua posizione con la nomina a presidente del Consiglio dei Ministri.
Dopo che la sua opposizione alla prodigalità e ai piani politici ambiziosi di Federico III lo avevano allontanato dal principe elettore, alla fine del 1697 ebbe un licenziamento onorevole, ma poco tempo dopo venne però imprigionato. Sebbene nessuna delle accuse elevate contro di lui potesse venir provata, perdette il suo patrimonio e venne allontanato dalla corte dopo 10 anni di arresto fino all'avvento al governo del successore.
Dovette al senso di giustizia di Federico Guglielmo I di Prussia la sua riabilitazione pubblica. Il suo patrimonio rimase però confiscato e degli stesso tenuto lontano dagli affari.